# Baionarena
Baionarena es el segundo álbum en directo de Manu Chao, publicado en 2009. El álbum doble, editado en CD y DVD, fue grabado durante el verano de 2008 en la plaza de toros de Bayona, Francia, durante las fiestas locales.

## Lista de canciones
CD 1
1. Panik Panik 04:36
2. El Hoyo 05:39
3. Peligro 04:10
4. Casa Babylon 03:25
5. Tumba 00:53
6. Mr. Bobby 06:25
7. La primavera 08:16
8. Radio Bemba 01:01
9. Bienvenida A Tijuana 02:10
10. El Viento 04:58
11. Monkey 02:20
12. Clandestino 03:16
13. Desaparecido 07:02
14. Rumba De Barcelona 05:01
15. La Despedida / Mentira 04:25

CD 2
1. Rainin' In Paradize 03:55
2. A Cosa 03:35
3. La Vacaloca 01:41
4. Hamburger Fields / Merry Blues 04:48
5. Tristeza Maleza 03:46
6. Día Luna Día Pena 05:05
7. Machine Gun 04:23
8. Volver, Volver 03:17
9. Radio Bemba / Eldorado 1997 02:33
10. Mala Vida 03:30
11. Sidi H'bibi 03:25
12. Radio Bemba 00:36
13. Forzando Máquina / Mr. Bobby 07:17
14. Me Quedo Contigo (Si Me Das Elegir) 04:48
15. La Vida Tómbola 06:29
16. L'hiver Est Là 04:55
17. Crev' La Vie 04:23
18. Pinocchio (Viaggio In Groppa Al Tonno) 03:29